# Campeonato Russo de Futebol de 2012–13
O Campeonato Russo de Futebol de 2012-13 foi o vigésimo primeiro torneio desta competição. Participaram dezesseis equipes. Foi a segunda vez que a liga russa foi jogada pelo sistema do calendário europeu (iniciando no verão de 2012 e terminando no verão de 2013). O campeão e o vice se classificam para a Liga dos Campeões da UEFA de 2013-14. O terceiro, o quarto, o quinto e o sexto colocados se classificam para a Liga Europa da UEFA de 2013-14. Dois clubes caem e dois são ascendidos diretamente, enquanto duas vagas são disputadas por um torneio de promoção. Os clubes FC Tom Tomsk e PFC Spartak Nalchik foram rebaixados na temporada passada.

## Participantes
| Equipe                   | Cidade           | Região                   | No ano anterior                                                     | Estádio                        | Capacidade | Títulos                                           | Participações |
| ------------------------ | ---------------- | ------------------------ | ------------------------------------------------------------------- | ------------------------------ | ---------- | ------------------------------------------------- | ------------- |
| PFC CSKA Moscovo         | Khamovniki       | Moscovo                  | Terceiro Lugar                                                      | Estádio Lujniki                | 81.000     | 3 (2003, 2005, 2006)                              | 21            |
| Spartak Moscovo          | Presnensky       | Moscovo                  | Vice Campeão                                                        | Estádio Lujniki                | 81.000     | 9 (1992, 1993, 1994, 1996,1997, 1998, 1999, 2000) | 21            |
| Dínamo Moscovo           | Aeroport         | Moscovo                  | Quarto Lugar                                                        | Estádio Dínamo de Moscou       | 36.540     | 0 (não possui)                                    | 21            |
| Lokomotiv Moscovo        | Preobrazhenskoye | Moscovo                  | Sétimo Lugar                                                        | Estádio Lokomotiv de Moscou    | 30.000     | 2 (2002, 2004)                                    | 21            |
| FC Krilia Sovetov Samara | Samara           | Oblast de Samara         | Décimo Segundo Lugar                                                | Estádio Metallurg              | 33.320     | 0 (não possui)                                    | 21            |
| FC Zenit São Petersburgo | Petrogrado       | São Petersburgo          | Campeão                                                             | Estádio Petrovsky              | 21.570     | 3 (2007, 2010, 2011-12)                           | 18            |
| FC Rubin Kazan           | Cazã             | Tartaristão              | Sexto Lugar                                                         | Estádio Central de Cazã        | 28.500     | 2 (2008, 2009)                                    | 10            |
| FC Amkar Perm            | Perm             | Krai de Perm             | Décimo Lugar                                                        | Estádio Zvezda                 | 19.500     | 0 (não possui)                                    | 9             |
| FC Terek Grozny          | Grózni           | Chechênia                | Décimo Primeiro Lugar                                               | Estádio Sultan Bilimkhanov     | 10.500     | 0 (não possui)                                    | 6             |
| FC Rostov                | Rostov do Don    | Oblast de Rostov         | Vencedor do Torneio de Promoção                                     | Estádio Rostselmash            | 15.840     | 0 (não possui)                                    | 19            |
| FC Anji Makhachkala      | Mahackala        | Daguestão                | Quinto Lugar                                                        | Estádio Dínamo                 | 15.200     | 0 (não possui)                                    | 5             |
| FC Kuban Krasnodar       | Krasnodar        | Krai de Krasnodar        | Oitavo Lugar                                                        | Estádio Kuban                  | 32.000     | 0 (não possui)                                    | 6             |
| FC Volga Nijni Novgorod  | Níjni Novgorod   | Oblast de Níjni Novgorod | Vencedor no Torneio de Promoção                                     | Estádio Lokomotiv              | 17.856     | 0 (não possui)                                    | 2             |
| FC Krasnodar             | Krasnodar        | Krai de Krasnodar        | Nono Lugar]                                                         | Estádio Kuban                  | 32.000     | 0 (não possui)                                    | 2             |
| FC Alania Vladikavkaz    | Vladikavkaz      | Ossétia do Norte-Alânia  | Campeão do Campeonato Russo de Futebol de 2011-12 - Segunda Divisão | Estádio Republicano do Spartak | 32.464     | 1 (1995)                                          | 17            |
| FC Mordovia Saransk      | Saransk          | Mordóvia                 | Campeão do Campeonato Russo de Futebol de 2011-12 - Segunda Divisão | Estádio Start                  | 11.581     | 0 (não possui)                                    | 1             |

## Regulamento
O campeonato foi disputado no sistema de pontos corridos em turno e returno em grupo único. Dois são rebaixados diretamente e dois vão para um torneio de promoção, juntamente com o terceiro e o quarto lugar do Campeonato Russo de Futebol de 2012-13 - Segunda Divisão. Neste torneio de promoção, dois são rebaixados e dois são ascendidos para o Campeonato Russo de Futebol de 2013-14.

## Primeira Fase
CSKA foi o campeão e classificou-se para a Liga dos Campeões da UEFA de 2012-13, junto com o vice, Zenit.
Kuban, Spartak de Moscovo, Rubin e Anji foram classificados para a Liga Europa da UEFA de 2012-13.
Mordóvia e Alânia foram rebaixados para o Campeonato Russo de Futebol de 2012-13 - Segunda Divisão.
Rostov e Krilia foram classificados para o Torneio de Promoção e Permanência.

## Torneio de Promoção
| Equipe                     | Cidade        | Região             | No ano anterior                                                      | Estádio             | Capacidade | Títulos        | Participações |
| -------------------------- | ------------- | ------------------ | -------------------------------------------------------------------- | ------------------- | ---------- | -------------- | ------------- |
| FC SKA-Energiya Khabarovsk | Khabarovsk    | Krai de Khabarovsk | Acesso pelo Campeonato Russo de Futebol de 2012-13 - Segunda Divisão | Estádio Lênin       | 15.200     | 0 (não possui) | 1             |
| PFC Spartak Nalchik        | Nalchik       | Cabárdia-Balcária  | Acesso pelo Campeonato Russo de Futebol de 2012-13 - Segunda Divisão | Estádio Spartak     | 14.400     | 0 (não possui) | 1             |
| FC Krilia Sovetov Samara   | Samara        | Oblast de Samara   | Décimo Quarto Lugar na Primeira Divisão                              | Estádio Metallurg   | 33.320     | 0 (não possui) | 2             |
| FC Rostov                  | Rostov do Don | Oblast de Rostov   | Décimo Terceiro Lugar na Primeira Divisão                            | Estádio Rostselmash | 15.840     | 0 (não possui) | 2             |

Rostov e Lrilia foram promovidos; SKA-Energiya e Spartak de Nalchik foram rebaixados.

## Campeão
| Campeão Russo de 2012-13   |
| -------------------------- |
| PFC CSKA Moscovo 4° Título |